# Адріан Няга
Адріан Константін Няга (рум. Adrian Constantin Neaga, 4 червня 1979, Пітешть) — румунський футболіст, нападник ФК «Міовені» та, в минулому, збірної Румунії.

## Біографія

### Клубна кар'єра
До 1997 року навчався в академії «Арджеш» з рідного міста Пітешті, після чого підписав професійний контракт з командою. У 2001 перейшов до «Стяуа». Разом з командою виграв чемпіонаті Румунії сезону 2004/05 і Суперкубок Румунії в 2001 році.
Після цього покинув батьківщину і грав у «Аль-Нассрі», «Чуннам Дрегонс», «Соннам Ільва Чунма» та «Нефтчі».
У 2010 року повернувся на батьківщину, підписавши угоду з клубом «Уніря». Разом з командою став срібним призером чемпіонату Румунії 2009/10 і зіграв у матчі за Суперкубок Румунії 2010, в якому «Уніря» поступилася «ЧФР Клуж» (в основний час 2:2, по пенальті 2:0). Після того як «Уніря» поступилася російському «Зеніту» в кваліфікації Ліги Чемпіонів і хорватському «Хайдуку» у кваліфікації Ліги Європи, президент клубу вирішив розпустити команду зважаючи на фінансові проблеми і набрати молодих вихованців клубу.
На початку вересня 2010 року Няга разом з одноклубником Соріном Парасківом перейшов в луцьку «Волинь». В українській Прем'єр-лізі дебютував 10 вересня 2010 року в домашньому матчі проти клубу ПФК «Севастополь», який завершився перемогою 1:0.
Влітку 2011 року повернувся до Румунії у клуб «Міовені».

### Кар'єра в збірній
У збірній Румунії дебютував 5 грудня 2000 року в виїзному матчі проти збірної Алжиру, що завершився поразкою 2-3. Всього за збірну Няга провів 6 матчей, останній з яких у 2004 році.

## Досягнення

### Клубні
- Чемпіон Румунії: 2001, 2005
- Віце-чемпіон Румунії: 2003, 2004, 2008, 2010
- Бронзовий призер чемпіонату Румунії: 1998
- Чемпіон Південної Кореї: 2006
- Віце-чемпіон Південної Кореї: 2007
- Володар суперкубка Румунії: 2001
- Фіналіст суперкубка Румунії: 2010

### Індивідуальні
- Найкращий бомбардир «Стяуа» сезону 2003—2004 (13 голів)